# Симингтон, Сара
Сара Симингтон, Саймингтон (англ. Sara Symington, род. 5 сентября 1969, Маракайбо) — британская профессиональная велогонщица. Руководитель олимпийской и паралимпийской программ британской Федерации велоспорта.

## Карьера
Симингтон родилась в Маракайбо (Венесуэла), жила в Эйлстоуне, а затем переехала в Ноттингем. В юности она выступала в соревнованиях по метанию копья, а до того, как стать велосипедисткой, она была членом национальной сборной по триатлону. Симингтон начала свою карьеру в элитном триатлоне, совмещая учёбу в магистратуре со службой в полиции, а до этого окончила Университет Лафборо по специальности «спортивная наука».
Сара Симингтон стала первой британской спортсменкой, завоевавшей медаль в гонках Кубка мира, что ей удалось сделать в Австралии в 1999 году. Она представляла Великобританию на летних Олимпийских играх 2000 и 2004 годов и Англию на Играх Содружества 1998 года и Играх Содружества 2002 года. Она также выступала на чемпионатах мира по шоссейному велоспорту в 1998, 1999 и 2000 годах и на чемпионатах мира по трековому велоспорту в 2001 и 2002 годах.
После Олимпийских игр 2004 года Симингтон ушла из спорта: после этого она два года работала в бизнесе, а затем вернулась в мир спорта, работая советником по спортивным результатам в UK Sport. В феврале 2009 года она была назначена директором по спортивным результатам в Archery GB.
В феврале 2015 года England Netball объявила, что Сара Симингтон присоединится к ним в качестве директора по спортивным результатам в следующем месяце. В этой роли она помогла сборной Англии по нетболу завоевать первую золотую медаль на Играх Содружества 2018 года.
В августе 2020 года Симингтон была назначена руководителем программ подготовки Федерации легкой атлетики Великобритании. Она покинула эту должность в октябре 2021 года, чтобы занять пост главы олимпийской и паралимпийской программ British Cycling.

## Достижения

### Шоссе
1998
 Чемпионка Великобритании — групповая гонка среди любителей
1999
3-я на Австралиа Ворлд Кап
2000
2-й этап Женского гран-при Квебека
2-я на Чемпионате Великобритании — индивидуальная гонка
2-я на Вуэльте Наварры
3-я на Женском гран-при Квебека
6-я на Чемпионате мира — групповая гонка
10-я на Олимпийских играх — групповая гонка
2001
3-я на Чемпионате Великобритании — групповая гонка
3-я на Ronde van de 6 Comuni
2002
8-й этап Тура де л’Од феминин
2004
4-й этап Тура де л’Од феминин

### Трек
2001
3-я на Чемпионате Великобритании — индивидуальная гонка преследования
2002
2-я на Кубке мира в Сиднее — индивидуальная гонка преследования

## Статистика выступления наГранд-турах
| Гонка / Год         | 2002 | 2004 |
| ------------------- | ---- | ---- |
| Тур де л'Од феминин | DNF  | DNF  |